# Dugongfélék

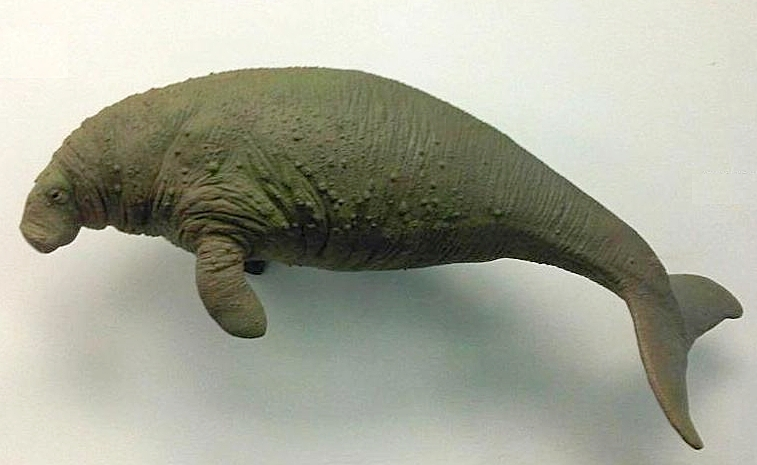
Egy modell a Steller-tengeritehénről (Hydrodamalis gigas) a londoni Természettudományi Múzeumban

A dugongfélék (Dugongidae) az emlősök (Mammalia) osztályába és a tengeritehenek (Sirenia) rendjébe tartozó család. Egyetlen recens faja a dugong (Dugong dugon).

## Származása, elterjedése
A családnak két ismert faja volt, de a Steller-tengeritehén (Hydrodamalis gigas) 1768-ban a túlvadászás miatt kihalt. Számos fosszilis faj is ismert.

## Rendszertani felosztásuk
A családba az alábbi alcsaládok, nemek és fajok tartoztak:

### Dugonginae
- †Bharatisiren
  - †Bharatisiren indica
  - †Bharatisiren kachchhensis
- †Corystosiren
  - †Corystosiren varguezi
- †Crenatosiren
  - †Crenatosiren olseni - szinonimája: Halitherium olsenensis
- †Dioplotherium
  - †Dioplotherium allisoni
  - †Dioplotherium manigaulti
- †Domningia
  - †Domningia sodhae
- Dugong - szinonimák: Platystomus, Dugungus, Halicore, Amblychilus, Dugongidus, Halicora
  - dugong (Dugong dugon)
- †Kutchisiren - szinonimája: Kotadasiren
  -  ?†Kotadasiren gracillis - lehet, hogy a Kutchisiren cylindrica szinonimája
  - †Kutchisiren cylindrica típusfaj
- †Nanosiren
  - †Nanosiren garciae típusfaj
  - †Nanosiren sanchezi
- †Rytiodus - szinonimája: Thelriope
  - †Rytiodus capgrandi - szinonimája: Thelriope capgrandi
- †Xenosiren
  - †Xenosiren yucateca

### †Halitheriinae
- †Caribosiren
  - †Caribosiren turneri
- †Eosiren - szinonimája: Archaeosiren
  - †Eosiren abeli
  - †Eosiren imenti
  - †Eosiren libyca típusfaj
  - †Eosiren stromeri
- †Eotheroides - szinonimák: Masrisiren, Eotherium
  - †Eotheroides aegyptiacum - szinonimák: Masrisiren abeli, Manatus coulombi
  - †Eotheroides babiae
  - †Eotheroides lambondrano
  - †Eotheroides majus - szinonimája: Eotherium majus
  - †Eotheroides waghapadarensis
- †Halitherium - szinonimák: Manatherium, Pugmedon, Halytherium, Trachytherium
  - †Halitherium alleni
  - †Halitherium antillense
  - †Halitherium christolii - szinonimák: Metaxytherium pergense, H. abeli
  - †Halitherium schinzii - szinonimák: H. schinzii lareolense, Manatus guettardi, Manatus dubius, Trachytherium raulinii, H. kaupi, H. bronni, H. chouqueti, Manatherium delheidi, H. uytterhoeveni
  - †Halitherium taulannense
- †Metaxytherium
  - †Metaxytherium aquitaniae
  - †Metaxytherium arctodites
  - †Metaxytherium collinii
  - †Metaxytherium crataegense - szinonimája: M. calvertense
  - †Metaxytherium floridanum - szinonimák: Felsinotherium ossivallense, Manatus antiquus
  - †Metaxytherium krahuletzi - szinonimák: Halianassa studeri, M. argoviense, M. christoli
    - †Metaxytherium krahuletzi excelsum - alfaj

  - †Metaxytherium lovisati
  - †Metaxytherium medium - szinonimák: Hippopotamus intermedius, Halitherium cuvieri, M. cordieri, Manatus fossilis, Haplosiren leganyii, M. catalaunicum
  - †Metaxytherium riveroi - lehet, hogy a Metaxytherium crataegense szinonimája
  - †Metaxytherium serresii - szinonimája: Halitherium minor
  - †Metaxytherium subapenninum - szinonimák: Felsinotherium forestii, Felsinotherium gastaldi, Cheirotherium brochii, Felsinotherium gervaisi, Felsinotherium subalpinum
  -  ?†Halianassa collinii - lehet, hogy a Halitherium schinzii szinonimája
  -  ?†Metaxytherium cratagense
- †Prototherium - szinonimák: Mesosiren, Paraliosiren
  - †Prototherium intermedium - szinonimák: P. solei, P. montserratense
  - †Prototherium veronense - szinonimák: Mesosiren dolloi, Paraliosiren suessi, Halitherium angustifrons, Halitherium curvidens, Protosiren dolloi
- †Thalattosiren
  - †Thalattosiren petersi

### †Hydrodamalinae
- †Dusisiren
  - †Dusisiren dewana
  - †Dusisiren jordani - szinonimája: Halianassa vanderhoofi
  - †Dusisiren reinharti
  - †Dusisiren takasatensis
- †Hydrodamalis
  - †Haligyna borealis - lehet, hogy a Hydrodamalis gigas szinonimája
  - †Hydrodamalis cuestae - szinonimája: H. spissa
  - †Steller-tengeritehén (Hydrodamalis gigas) - szinonimák: Manati balaenurus, H. stelleri, Rytina cetacea, Rhytina stellerus

### Incertae sedis
- †Anisosiren
  - †Anisosiren pannonica
- †Indosiren
  - †Indosiren javanensis típusfaj
  - †Indosiren koeningswaldi
- †Miodugong
  - †Miodugong brevicranius
- †Paralitherium
  - †Paralitherium tarkanyense
- †Prohalicore
  - †Prohalicore dubaleni
- †Sirenavus
  - †Sirenavus hungaricus

### Fordítás
- Ez a szócikk részben vagy egészben  a   Dugongidae című angol Wikipédia-szócikk fordításán alapul.  Az eredeti cikk szerkesztőit annak laptörténete sorolja fel. Ez a jelzés csupán a megfogalmazás eredetét és a szerzői jogokat jelzi, nem szolgál a cikkben szereplő információk forrásmegjelöléseként.